# Photon Optronics
Photon Optronics је предузеће намењено за производњу компоненти за оптоелектронске уређаје.
Предузеће је стационирано у кругу некадашње Електронске индустрије Ниш и тренутно запошљава  60 радника. 

## Историја
Предузеће је основано 2010. године од када је почела реконструкција објеката и формирање административно-производног простора и постављање инсталација.
Предузеће данас послује у оквиру групације Optoelectronics Group и у саставу је кластера NICAT.

## Галерија
- Photon optronics
- Зграда производни погони
- Улаз у фабрику
- Постројење за климатизацију